# David Gray (fodboldspiller)
 For alternative betydninger, se David Gray. (Se også artikler, som begynder med David Gray)
David Peter Gray (født 4. maj 1988 i Edinburgh) er en skotsk fodboldspiller, der i øjeblikket spiller for Stevenage. Han startede med at spille for Heart of Midlothian, hvor han udviklede sit talent indtil alderen 16, hvor han skrev under med United for et beløb på 536.000 kr.
Under 2005-06-sæsonen kom han på reserveholdet, hvor han for det meste udfoldede sig på højre back, efter at han havde siddet på bænken. Den 25. oktober 2006 fik Gray sin debut for seniorholdet i en League Cup-kamp mod Crewe Alexandra. Han startede kampen som højre back, men sent i anden halvleg, blev han skiftet ud med Kieran Lee, som endte med at score vinder målet i den ekstra spilletid.
I januar 2007 blev han udlånt til Royal Antwerp for forøge sine kampoplevelser. Dog fik han blot efter to kampe en skade, der holdt ham ude på sidelinjen i resten af sæsonen. I november 2007 blev han igen lånt ud, denne gang var det til Crewe Alexandra i en måned, da klubben var meget præget af skadede spillere.